# Parva
Parva is een Roemeense gemeente in het district Bistrița-Năsăud.
Parva telt 2747 inwoners.